# Gemma Ruiz
Gemma Ruiz (Madrid), periodista, escritora y locutora de radio española.

## Carrera periodística
Estudió en la Universidad Rey Juan Carlos y en 2006 comienza a trabajar en Onda Cero. Entre septiembre de 2008 y mayo de 2016 presentó la  La Parroquia del Monaguillo entre las 2 y las 4 de la madrugada junto a Arturo González-Campos y Sergio Fernández y "No son horas" junto a Jose Luis Salas inmediatamente después. Actualmente presenta junto a Jose Luis Salas y Lorena Perez Mansillas el programa "No son Horas" de 1:30 a 4 de la madrugada.